# Invasores (Marvel Comics)
Os Invasores ou  Invasores (no original The Invaders) são os nomes de duas equipes fictícias de super-heróis dos quadrinhos da Marvel Comics, que possuem a característica de apresentarem como membros  personagens novos e antigos (mais exatamente os da Era de Ouro dos quadrinhos). A primeira equipe foi criada por Roy Thomas e Sal Buscema na revista americana dos Vingadores - Avengers vol. 1, #71 (dezembro de 1969). A segunda equipe foi introduzida por Chuck Austen e Scott Kolins em The Avengers vol. 3, #82 (julho de 2004).

## Primeira Equipe
A inspiração para "Os Invasores" foi a equipe "All-Winners Squad" (Esquadro Vitorioso no Brasil), criada pelo editor Martin Goodman e o roteirista Bill Finger, que aparecera em duas ocasiões na Era de Ouro dos quadrinhos: em All Winners Comics #19 (fim de 1946) e #21 (Inverno de 1947); não houve um número #20. Essa equipe tinha os mesmos membros que pertenceriam aos Invasores, mas suas aventuras ocorreram após o término da II Guerra Mundial, a época em que foram publicadas. O grupo também foi notável por mostrar pela primeira vez discordâncias entre os membros, característica que depois foi retomada nos conflitos internos do Quarteto Fantástico que apareceria no início dos anos de 1960.
A primeira equipe de Os Invasores começou a aparecer em flashback´s de aventuras que faziam referência a antigos herois dos anos de 1940 da Timely Comics, antecessora da Marvel. Os membros da equipe eram o Capitão América (Steve Rogers), seu parceiro Bucky Barnes, o androide Tocha Humana Original ("Jim Hammond") e seu parceiro Centelha (ou Toro, Thomas Raymond) e Namor, o Príncipe Submarino. Juntos, eles lutaram contra as forças do nazismo. Nas origens ficcionais, a ideia da formação da equipe foi dada pelo Primeiro-Ministro britânico Winston Churchill, quando esses herois o salvaram do Master Man. Em agradecimento, ele formou a equipe e lhe deu o nome, pois pretendia que eles realizassem missões em território inimigo.
Os Invasores lutaram contra soldados e agentes dos países inimigos do Eixo (Axis) ao redor do mundo inclusive na Inglaterra, país onde encontraram o Lorde James Montgomery Falsworth, o original Union Jack. Ele se juntou à equipe e providenciou uma base de operações para ela na Inglaterra. Mais tarde, os filhos de Falsworth Brian e Jacqueline "Jackie" Falsworth Crichton (Spitfire) se tornariam outros membros da equipe. . Outros recrutamentos foram da Miss América (Madeline Joyce) e o super-velocista Ciclone (Bob Frank),  também já foi chamado no Brasil de "Tufão" (pela editora Mythos), durante uma batalha contra o Super-Axis.. Contra a ameaça do Battle-Axis, entraram para a equipe o Blazing Skull (provável inspiração para o Motoqueiro Fantasma) e o Silver Scorpion.
A equipe lutou contra várias ameaças e teve de superar o trauma emocional das supostas mortes do Capitão América e Bucky durante a explosão de um avião experimental ao término da II Guerra Mundial, cuja primeira menção foi em The Avengers vol. 1, #4 (março de 1964). Após o fim da Guerra, alguns membros inclusive os segundos Bucky e Capitão América (respectivamente, Fred Davis e William Naslund, o antigo heroi Espirito de 76)—formaram uma nova equipe, O All-Winners Squad. 
Depois de aparecerem nas aventuras da revista dos Vingadores, a equipe ganhou aventuras próprias: primeiro na revista Giant-Size Invaders #1 de 1975 e depois na série iniciada ainda naquele ano e um único "Anual", em 1977. As revistas #5–6 da série reapresentaram outra equipe da Segunda Guerra Mundial, a Legião da Liberdade, em uma aventura de duas partes chamada "The Red Skull Strikes" ("O Caveira Vermelha ataca"), entrelaçada com outras duas partes em Marvel Premiere #29–30.

## 2004–2005
Em 2004, uma segunda equipe de Os Invasores, também chamada de Novos Invasores, surgiu em uma aventura de quatro partes com o título original de "Once an Invader..." ("Uma vez um Invasor..."),começando na revista The Avengers vol. 3, #82, escrita por Chuck Austen. A equipe reformulada ganhou uma revista própria, The New Invaders, que teve dez edições (agosto de 2004–junho de 2005), começando com o número zero, com o escritor Allan Jacobsen e o desenhista C. P. Smith.
A nova equipe é composta do Agente Americano (John Walker, o quinto Capitão América); Union Jack (Joseph Chapman); o Tocha Humana Original; o membro da Legião da Liberdade Thin Man (Dr. Bruce Dickson), que continua ativo apesar da idade graças ao supercientista Kalahia; e o Blazing Skull (Mark Todd), com poderes sobrenaturais. Os Invasores também são auxiliados pelos antigos heróis da Era de Ouro, Fin e sua esposa atlantiana Nia Noble, membros não-oficiais da equipe.
Eles foram reunidos por iniciativa do Secretário de Defesa dos Estados Unidos Dell Rusk (Caveira Vermelha disfarçado)—que convenceu o Thin Man a fazê-lo, com o objetivo de utilizar a nova equipe para seus próprios propósitos. Os novos Invasores descobriram a trama, a custa da aparente "morte" do Tocha Humana Original. A maior parte dos membros deixou a equipe depois disso.

## Membros
- Agente Americano (John F. Walker)
- Bucky/Soldado invernal (James Buchanan Barnes)
- Capitão América (Steven "Steve" Grant Rogers)
- Centelha (Thomas Raymond)
- Ciclone (Robert "Bob" L. Frank)
- Crânio Ardente (Mark Anthony Todd)
- Escorpião de Prata (Betty Barstow)
- Miss América (Madeline Joyce Frank)
- Namor, O Príncipe Submarino (Namor McKenzie)
- Spitfire (Lady Jacqueline "Jackie" Falsworth Crichton)
- Thin Man (Dr. Bruce Dickson)
- Tocha Humana I (Jim Hammond)
- Union Jack (James Montgomery Falsworth)

## Outras mídias
Televisão
- Uma reunião de membros dos Invasores apareceu na série animada do Homem-Aranha de 1994 (Episódio  54: "Seis guerreiros esquecidos"). Aparecem Destroyer (Timely Comics) (identificado como Keene Marlow, sua identidade na Era de Ouro), Whizzer (Robert Frank), Miss America (Madelyn Joyce), Capitão América, Black Marvel/Omar Mosley (apareceu na Era de Ouro na revista 'Mystic Comics' #5 e depois em poucas ocasiões), The Thunderer/Jerry Carstairs (apareceu na Era de Ouro na revista 'Mystery Comics' #7 e outras poucas ocasiões).

- Os Invasores aparecem no episódio  "World War Witch" de The Super Hero Squad Show. É formado por Bucky, o Capitão América, o andróide Tocha Humana e Centelha. Eles acabam ajudando Feiticeira Escarlate (depois que ela foi acidentalmente enviado de volta no tempo por Thanos), a impedir a trama de Caveira Vermelha de lançar um míssil contra as forças aliadas.

Filmes
- Em Captain America: The First Avenger, Os Invasores são combinados em conceito com o Comando Selvagem (sem o Nick Fury) como uma força de ataque sob o comando de campo do Capitão América.

Vídeo games
- No jogo Captain America: Super Soldier eles se infiltram em um castelo do Barão Zemo  e caem nas mãos de forças da Hidra. Quando eles são capturados, o Capitão América chega para resgatá-los.

- Os Invasores é um dos muitos bônus team-Up disponíveis no jogo para Facebook da Playdom, Marvel: Avengers Alliance. É obtido através da utilização do Capitão América e do Union Jack.